# ديفيد أو
ديفيد أو (بالإنجليزية: David Oh)‏ هو لاعب غولف أمريكي، ولد في 28 مارس 1981 في لوس أنجلوس في الولايات المتحدة.

## وصلات خارجية
- ديفيد أو على موقع رابطة اليابان للاعبي الغولف المحترفين (الإنجليزية)
- ديفيد أو على موقع التصنيف العالمي الرسمي للغولف (الإنجليزية)